# Cristian Ojovan
Cristian Ojovan (n. 4 ianuarie 1997, Soroca, raionul Soroca, Republica Moldova) este un rugbist din Republica Moldova, care evoluează în prezent la clubul francez ASM Clermont Auvergne și la echipa națională de rugby a Republicii Moldova.